# 1 gulden Wilhelmina (1922-1945)

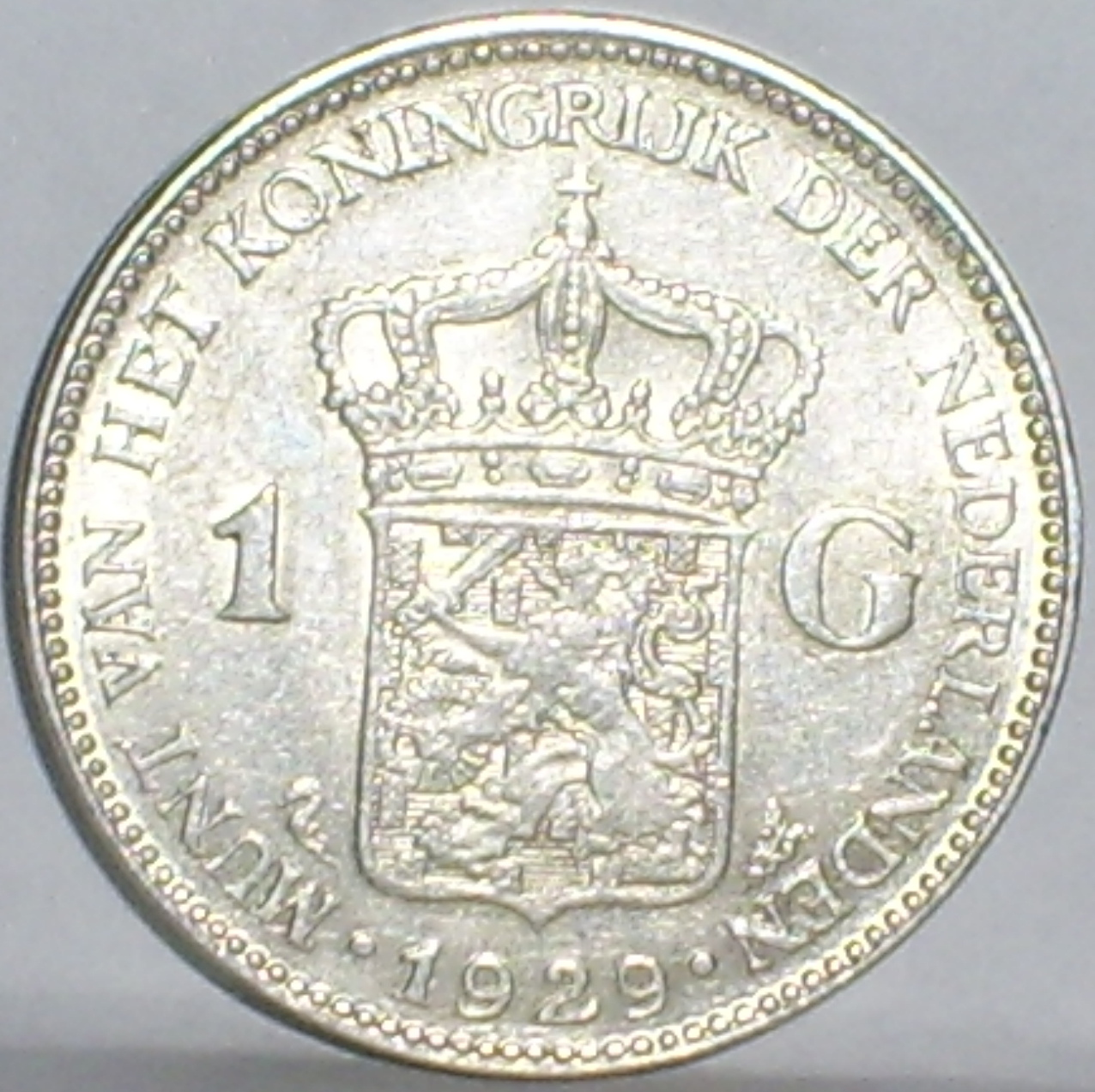
Gulden uit 1929.

De Nederlandse 1 guldenmunt met Wilhelmina met opgestoken haar werd geslagen van 1922 tot en met 1945. De munt is ontworpen door Johannes Cornelis Wienecke en bevatte nog maar 72 procent zilver, in plaats van de 94,5 procent die sinds 1840 gebruikt was. Dit werd gedaan omdat door de Eerste Wereldoorlog de zilverprijzen waren gestegen. De munt heeft een gewicht van 10 gram en een diameter van 28 mm. Hij werd uit de circulatie gehaald op 1 oktober 1948. Deze guldens werden geslagen bij:
- De 's Rijks Munt in Utrecht: 1922, 1923, 1924, 1928, 1929, 1930, 1931, 1938, 1939 en 1940

- De Philadelphia Mint in Philadelphia: 1944 en 1945

- De Denver Mint in Denver (voor Nederlands-Indië): 1943

Op de keerzijde stond het Wapen van Nederland met eromheen 'MUNT VAN HET KONINGRIJK DER NEDERLANDEN' en het jaar en waarde. Maar ook het muntteken en het muntmeesterteken.
Op de voorzijde stond Wilhelmina met opgestoken haar en met de titel 'WILHELMINA KONINGIN DER NEDERLANDEN'.
Het randschrift is 'GOD ZIJ MET ONS'.

## Oplage per jaar
| Jaartal | Oplage      |
| ------- | ----------- |
| 1922    | 9.550.000   |
| 1923    | 8.050.000   |
| 1924    | 8.000.000   |
| 1928    | 6.150.000   |
| 1929    | 32.350.000  |
| 1930    | 13.500.000  |
| 1931    | 38.100.000  |
| 1938    | 5.000.000   |
| 1939    | 14.200.000  |
| 1940    | 21.300.000  |
| 1943    | 20.000.000  |
| 1944    | 105.125.000 |
| 1945    | 25.375.000  |

De guldens van 1943 werden geslagen voor Nederlands-Indië; die van 1944 voor de beoogde geldzuivering na de Tweede Wereldoorlog en de guldens uit 1945 werden vrijwel allemaal na de oorlog naar de Verenigde Staten teruggezonden als herstelbetaling.